# Jerzy Stefanowski
Jerzy Maciej Stefanowski (ur. 17 maja 1963) – polski inżynier informatyk, profesor nauk technicznych. Specjalizuje się w systemach uczących się oraz odkrywaniu wiedzy z danych. Profesor w Instytucie Informatyki Wydziału Informatyki Politechniki Poznańskiej.

## Życiorys
Studia ukończył na Politechnice Poznańskiej w 1987, gdzie następnie został zatrudniony i zdobywał kolejne awanse akademickie. Stopień doktorski uzyskał w 1994 na podstawie pracy pt. Dialogowe wspomaganie decyzji na podstawie wiedzy pozyskanej metodą zbiorów przybliżonych, przygotowanej pod kierunkiem prof. Romana Słowińskiego. Habilitował się w 2001 na podstawie dorobku naukowego i rozprawy pt. Algorytmy indukcji reguł decyzyjnych w odkrywaniu wiedzy. Tytuł profesora uzyskał w 2021 roku. Był również profesorem w Wyższej Szkole Bankowej w Poznaniu, gdzie pracował od 2003 roku. 
Jerzy Stefanowski jest wiceprezesem Polskiego Stowarzyszenia Sztucznej Inteligencji. Należał do poznańskiego oddziału Polskiego Towarzystwa Informatycznego. Członek założyciel International Rough Sets Society. Od 2006 był członkiem rady redakcyjnej czasopisma „Transactions on Rough Sets”. Ponadto w latach 1991–1997 zajmował stanowisko sekretarza redakcji, a od 2014 redaktora naczelnego czasopisma „Foundations of Computing and Decision Sciences”. W 2021 roku został członkiem korespondentem PAN. W kadencji 2023–2026 pełnił również funkcję przewodniczącego Rady Naukowej Instytutu Podstaw Informatyki PAN. 
Recenzent szeregu czasopism oraz kilkunastu prac doktorskich i habilitacyjnych a także kilkukrotny promotor doktoratów. 
W pracy badawczej zajmuje się takimi zagadnieniami jak: systemy uczące się, eksploracja danych, metody pozyskiwania i zarządzania wiedzą, klasyfikacja danych, teoria zbiorów przybliżonych, wielokryterialne wspomaganie decyzji, przetwarzanie danych tekstowych oraz informatyka medyczna. 
Artykuły publikował w takich czasopismach jak m.in. „International Journal of Intelligent Systems”, „Computational Intelligence”, „Fundamenta Informaticae”, „Journal of Intelligent Systems in Accounting Finance and Management” oraz „Engineering Applications of Artificial Intelligence”.
Odznaczony Medalem Komisji Edukacji Narodowej (2000) oraz Srebrnym Krzyżem Zasługi (2004).